# Спачек, Отто
Отто Спачек (чеш. Otto Spacek; 7 марта 1918 — 24 сентября 2007) — чешский пилот-истребитель времён Второй мировой войны.

## Биография
Родился 7 марта 1918 года. После оккупации нацистами Чехословакии в июне 1939 года эмигрировал во Францию где прошёл первоначальный курс пилотной подготовки. После поражения Франции в июне 1940 года переехал в Великобританию и поступил на службу в Королевские Военно-воздушные силы.
Воевал в составе 312, а затем 313 истребительной эскадрильи. В 1944 году участвовал в Нормандской операции. Был ранен в 1940 году и пережил 3 авиакатастрофы.
В 1948 году после прихода к власти в Чехословакии коммунистов был уволен из армии и эмигрировал в Канаду в 1949. После падения коммунистического режима в 1989 году, Спачек в 1993 вернулся на родину.
Умер в Праге в возрасте 89 лет 24 сентября 2007 года.

## Награды
Был удостоен ряда чешских и иностранных государственных наград
- Военный крест (Чехословакия)
- Чехословацкая медаль за храбрость
- Czechoslovak Medal for Merit, Grade I
- Croix de Guerre с 2 пальмами (Франция)
- 1939-1945 Star, Atlantic Clasp (Великобритания)
- Air Crew Europe Star (Великобритания)
- Defence Medal (United Kingdom)
- War Medal 1939–1945 (Великобритания)